# Trifolium stoloniferum
Trifolium stoloniferum là một loài thực vật có hoa trong họ Đậu. Loài này được Muhl. miêu tả khoa học đầu tiên.

## Hình ảnh

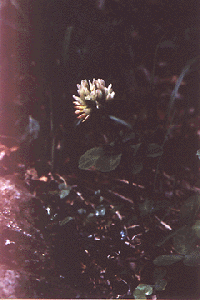